# Karl Ferdinand Becker (Sprachforscher)

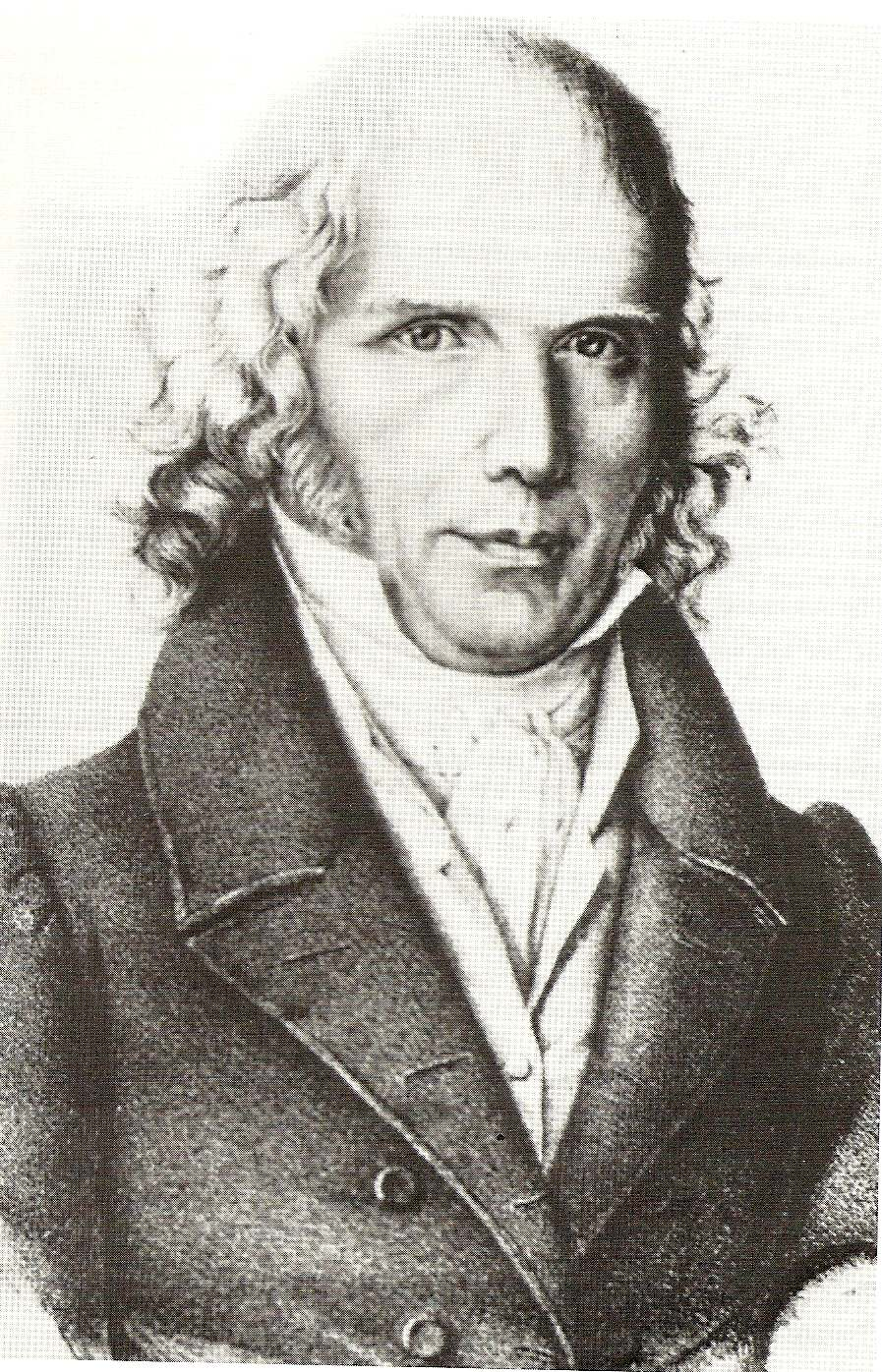
Karl Ferdinand Becker

Karl Ferdinand Becker (* 14. April 1775 in Lieser; † 4. September 1849 in Offenbach am Main) war ein deutscher Arzt, Naturwissenschaftler, Pädagoge und Sprachforscher.

## Herkunft
Seine Eltern waren Franz Anton Becker (1739‒1797) und Anna Maria geb. Sartorius (1749–1836). Der Vater leitete als Beamter des Kurfürsten von Trier einen Eisenhammer bei Lieser an der Mosel. Etwa 1780 gab er diese Tätigkeit auf und erwarb ein kleines Gut bei Neuhaus im Hochstift Paderborn in seiner westfälischen Heimat.

## Leben
Ein Bruder des Vaters, der Domvikar Ferdinand Becker (1740‒1814), ermöglichte Karl Ferdinand den Besuch des Gymnasiums in Paderborn; anschließend begann er ein Studium der (katholischen) Theologie. 1792 ging er in das Priesterseminar Hildesheim. 1794 durfte er stattdessen als Lehrer in das Gymnasium Josephinum eintreten. Im Unterschied zu Studium und Seminar war ihm die Lehrertätigkeit eine Freude. Zusätzlich bedrückend war das Schicksal seines Onkels, der in Paderborn in scharfen Widerspruch zu seiner kirchlichen Leitung geriet und 1798 verhaftet, dann gewaltsam befreit und schließlich mit einem langwierigen Inquisitionsprozess überzogen wurde. 1799 entsagte Karl Ferdinand dem Stand des Geistlichen und begann ein Medizinstudium in Göttingen. Anfang Juni 1802 gewann er durch eine Abhandlung über den Einfluss von Wärme und Kälte auf den menschlichen Körper einen Preis der medizinischen Fakultät; am 12. Juni wurde er zum medizinischen Doktor promoviert.
1803 verlobte er sich und gründete in Höxter eine Praxis; nach der Heirat 1804 zog seine Frau zu ihm. Im Jahre 1810 wurde er Unterdirektor der Pulver- und Salpeterfabriken im Département der Leine und des Harzes (Königreich Westphalen) und kehrte nach Göttingen zurück, wo er ab 1812 an der Universität auch naturwissenschaftliche Vorlesungen hielt. Als um 1814 nach dem Sieg der alliierten Truppen über Napoleon ein Nervenfieber ausbrach, das sich epidemisch verbreitete, publizierte er eine Abhandlung über die Diagnose und Therapie des „Petechialfiebers“. Daraufhin wurde er nach Frankfurt am Main berufen, wo er kurzfristig im Lazarett „Im deutschen Hause“ als Arzt tätig war, bevor er leitender Arzt am Kriegshospital in Heusenstamm (Fürstentum Isenburg) und dann in einem Hospital in Aschaffenburg (Großherzogtum Frankfurt) wurde.
Nach der Auflösung der „Centralhospitalverwaltung“ ließ er sich im Januar 1815 als praktischer Arzt in Offenbach nieder. Die Arztpraxis war kein finanzieller Erfolg; deshalb griff er den Vorschlag eines Freundes auf, englischsprachige Schüler bei sich aufzunehmen und zu betreuen. Etwa ab Anfang 1820 betrieb er zusammen mit seiner Familie ein derartiges Internat. Beim Versuch, Deutsch zu unterrichten, sah er sich gezwungen, selbst geeignetes Unterrichtsmaterial zusammenzustellen, und entwickelte eine Grammatik des Deutschen für Englischsprecher. Er suchte Kontakt zu Sprachwissenschaftlern in der Umgebung und wurde Mitglied im Frankfurtischen Gelehrtenverein für deutsche Sprache, der unter der Leitung von S. H. A. Herling Beckers erste sprachwissenschaftliche Publikation ‒ die Wortbildung von 1824 ‒ herausbrachte. Von da an trat Becker auch in Briefwechsel mit J. Grimm und W. von Humboldt. Mit Herling war die gemeinschaftliche Erarbeitung und Herausgabe einer deutschen Grammatik angebahnt; nach einer intensiven Arbeitsphase endete das Vorhaben jedoch 1828 mit einer Trennung in gegenseitiger Wertschätzung.
Beckers Publikationen fanden sehr schnell große Aufmerksamkeit; der Erfolg erlaubte es ihm, sich völlig der ständigen Weiterentwicklung der Forschungs- und Unterrichtstexte zu widmen.

## Familie

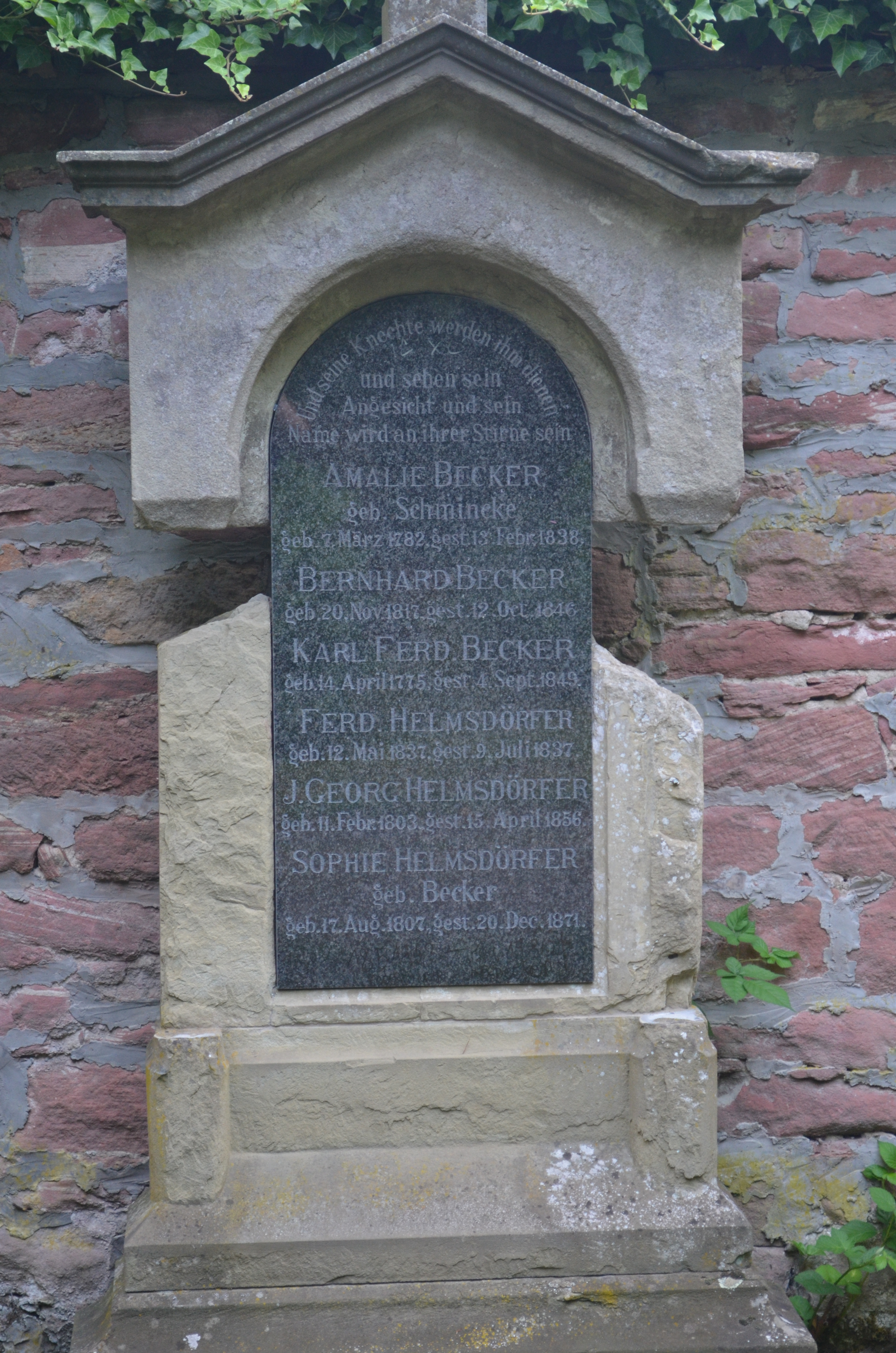
Familiengrab von Karl Ferdinand Becker

Becker heiratete am 2. April 1804 die evangelische Amalie Johanna Schmincke (* 7. März 1782 in Karlshafen; † 14. Februar 1838 in Offenbach). Das Ehepaar hatte acht überlebende Kinder:
- Ferdinand Wilhelm (* 24. April 1805 in Höxter; † 22. Juni 1834 in Berlin), Arzt in Edinburgh und Berlin, Privatdozent[14]
- Sophie (* 17. August 1807 in Höxter; † 20. Dezember 1871 in Darmstadt) ⚭ Johann Georg Helmsdörfer (1803–1856), Philologe und Lehrer an Beckers Internat[15]
- Minna (* 12. November 1809 in Höxter; † 24. Oktober 1884 in Eutin) ⚭ Christian Pansch (* 1807), Lehrer in Offenbach, Oldenburg und Eutin
- Ferdinande Dorothea Wilhelmine (* 22. November 1811 in Höxter; † 25. Juni 1893) ⚭ 1836 Adolf Trendelenburg (1802–1872)
- Friedrich (* 15. Dezember 1815 in Offenbach; † 12. November 1887), Lehrer in Offenbach, Frankfurt und Basel
- Bernhard (* 20. November 1817 in Offenbach; † 12. Oktober 1846), Lehrer in Oldenburg
- Karl Wilhelm Ferdinand (* 22. Juni 1821, † 1897), auf Wunsch der Mutter Kaufmann, dann Bankier in Paris und Amsterdam, ⚭ Julie Schöffer (1839–1917), Eltern des Ministers Carl Heinrich Becker (1876‒1933), Großeltern des Bildungsforscher Hellmut Becker (1913‒1993)[16]
- Theodor (* 22. Dezember 1822 in Offenbach; † 9. November 1895), Lehrer, von 1846 bis 1856 Erzieher der Prinzen Ludwig und Heinrich von Hessen-Darmstadt, dann Lehrer in Darmstadt und Oberschulrat; gab mehrere Neubearbeitungen von Büchern seines Vaters heraus

Das Familiengrab auf dem Alten Friedhof in Offenbach ist ein Ehrengrab.

## Publikationen

### Naturwissenschaftliche und medizinische Schriften
- Commentatio de effectibus caloris et frigoris externi in corpus humanum vivum. Gottingae 1802. Digitalisat
- Beleuchtung des Marcardischen Aufsatzes: Ueber die Brownische Irrlehre. Göttingen 1803. Digitalisat. (Nachdruck aus Hannöverisches Magazin 1802.)
- Abhandlung von den Wirkungen der äusseren Wärme und Kälte auf den lebenden menschlichen Körper. Eine gekrönte Preisschrift neu bearbeitet und deutsch herausgegeben von dem Verfasser. Göttingen 1804. Digitalisat
- Brief eines Arztes an einen Landpfarrer. Göttingen 1804.[17]
- Theoretisch-praktische Anleitung zur künstlichen Erzeugung und Gewinnung des Salpeters […]. Braunschweig 1814. Digitalisat
- Ueber die Erkenntniss und Heilung des Petechialfiebers. Göttingen 1814.

### Sprachwissenschaftliche Schriften
- Die Deutsche Wortbildung oder die organische Entwickelung der deutschen Sprache in der Ableitung. In: Abhandlungen des frankfurtischen Gelehrtenvereines für deutsche Sprache. Viertes Stück, 1824. S. III und Xff.
- Organism der Sprache als Einleitung zur deutschen Grammatik. (Auch unter dem Titel: Deutsche Sprachlehre. Erster Band.) Frankfurt a. M. 1827. Digitalisat
- Deutsche Grammatik. (Auch unter dem Titel: Deutsche Sprachlehre. Zweiter Band.) Frankfurt a. M. 1829. Digitalisat
- Tabellen zu Karl Ferd. Becker’s deutscher Grammatik. Frankfurt a. M. 1829. Digitalisat
- A grammar of the German language. London 1830. Digitalisat

A grammar of the German language. Second edition ed. by Bernhard Becker. London, Frankfurt a. M. 1845. Digitalisat
- Schulgrammatik der deutschen Sprache. Frankfurt a. M. 1831. Digitalisat

Schulgrammatik der deutschen Sprache. Dritte neubearbeitete Ausgabe. Frankfurt a. M. 1835. Digitalisat
Schulgrammatik der deutschen Sprache. Vierte neubearbeitete Ausgabe. Frankfurt a. M. 1839. Digitalisat
Schulgrammatik der deutschen Sprache. Fünfte [bearbeitete] Ausgabe. Frankfurt a. M. 1845. Digitalisat
(6. Ausgabe 1848; spätere Ausgaben von Theodor Becker.)
- Leitfaden für den ersten Unterricht in der deutschen Sprachlehre. Frankfurt a. M. 1833. Digitalisat.
(5. Ausgabe 1845; spätere Ausgaben von Theodor Becker.)
- Ueber die Methode des Unterrichtes in der deutschen Sprache, als Einleitung zu dem Leitfaden für den ersten Unterricht in der deutschen Sprachlehre. Frankfurt a. M. 1833. Digitalisat
- Das Wort in seiner organischen Verwandlung. Frankfurt a. M. 1833. Digitalisat
Daran angebunden: Verzeichniß etymologischer Nachweisungen als Register in K. F. Beckers „Wort in seiner organischen Verwandlung.“ Frankfurt a. M. 1833.
- Ausführliche deutsche Grammatik als Kommentar der Schulgrammatik. Statt einer zweiten Auflage der deutschen Grammatik. Erste Abtheilung, Frankfurt a. M. 1836; Zweite Abtheilung 1837; Dritte Abtheilung 1839.

Ausführliche deutsche Grammatik als Kommentar der Schulgrammatik. Zweite neubearbeitete Ausgabe. Erster Band, Frankfurt a. M. 1842; Zweiter Band 1843.
- Organism der Sprache. Zweite neubearbeitete Ausgabe. Frankfurt a. M. 1841. Digitalisat
(Neubearbeitung des Organism von 1827.)
- Auszug aus der Schulgrammatik der deutschen Sprache. Frankfurt a. M. 1845. Digitalisat
(nach der 5. Ausgabe der Schulgrammatik.)
- Der deutsche Stil. Frankfurt a. M. 1848. Digitalisat
- Lehrbuch des deutschen Stils, herausgegeben von Theodor Becker. Frankfurt a. M. 1850. Digitalisat

## Nachweise
1. ↑  Verzeichnis 1973, S. 62.
2. ↑  Schrod 1927, S. 224.
3. ↑  Weigand 1966, S. 11f.
4. ↑  Heinz Knab: Zum Inquisitionsprozess Ferdinand Beckers 1798. Prüfungsarbeit 1951. Hrsg. Bert Böhmer, 2003. Digitalisat.
5. ↑  eingeschrieben am 29. Oktober 1799 als „Ferdinand Becker“ (Die Matrikel der Georg-August-Universität zu Göttingen 1734–1837. Hildesheim 1937, S. 400).
6. ↑  Verzeichnis 1973, S. 4.
7. ↑  Ferdinande Trendelenburg geb. Becker usw. 1896, S. 4.
8. ↑  Vgl. Brief von Ferdinand Becker an Fritz Rosen vom 5. Oktober 1820, abgedruckt bei Weigand 1966, S. 86f.
9. ↑  vermutlich 1821, vor dem Beitritt von Thomas Bernd (Bonn) und J. C. A Heyse (Magdeburg) (Abhandlungen usw. 1824, S. VIII) und noch vor dem Weggang des Gründers G. F. Grotefend nach Hannover im Herbst 1821.
10. ↑  Vgl. Haselbach 1966, S. 36‒63 und 267‒272. Grimm blieb allerdings sehr reserviert.
11. ↑  Helmsdörfer 1849 Spalte 1582.
12. ↑  Haselbach 1966, S. 5 und 69.
13. ↑  Vgl. die Widmungen in Beckers Deutscher Grammatik 1829 (S. V) und Herlings Syntax 1830 (S. III)
14. ↑  Biographie von Heinz Knab: Das kurze Leben des Ferdinand Becker zur Zeit der Romantik 1805 bis 1834, hrsgg. und bearbeitet von Bert Böhmer. Berlin 2005. Digitalisat.
15. ↑  Nachruf auf Helmsdörfer in Didaskalia. Blätter für Geist, Gemüth und Publicität, 34. Jg., Januar‒Juni 1856, No. 107.
16. ↑  Autobiographie von Julie Becker 1907. Digitalisat.
17. ↑  Besprechung in Neue Leipziger Literaturzeitung vom 25. März 1805, Spalte 639.
18. ↑  weiterentwickelt aus Karl Ferdinand Becker. Sprachphilosophische Grundlegung und didaktisch-methodische Auswertung seiner Grammatik. Manuskript Darmstadt 1933 (nach Haselbach 1966, S. 293).

| Personendaten    | Personendaten            |
| ---------------- | ------------------------ |
| NAME             | Becker, Karl Ferdinand   |
| ALTERNATIVNAMEN  | Becker, Ferdinand        |
| KURZBESCHREIBUNG | deutscher Sprachforscher |
| GEBURTSDATUM     | 14. April 1775           |
| GEBURTSORT       | Lieser                   |
| STERBEDATUM      | 4. September 1849        |
| STERBEORT        | Offenbach am Main        |